# Мортенсен, Янус
Я́нус Уи́берг Мо́ртенсен (фар. Janus Wiberg Mortensen; род. 21 декабря 1990 года в Твёройри, Фарерские острова) — фарерский футболист и поп-певец. Совмещает спортивную и музыкальную деятельность с изготовлением станков в качестве подмастерья.

## Карьера футболиста
Янус воспитывался в академии «ХБ» из Торсхавна. В 2008 году он стал игроком арджирского «АБ», за который провёл первый матч во взрослом футболе: это была встреча первого дивизиона с «ТБ», состоявшаяся 30 августа. Всего в своём дебютном сезоне Янус отыграл 3 игры в первой фарерской лиге. В 2009 году он перебрался в столичный «Б36», в составе которого полузащитник дебютировал в высшем дивизионе. 13 апреля в матче против «ИФ» Янус вышел на замену вместо Сэмуэля Мэлсома на 80-й минуте. Всего за «чёрно-белых» полузащитник провёл 5 игр в премьер-лиге. В конце сезона-2009 Янус покинул «Б36» и перешёл в «Хойвуйк». В составе этого клуба он забил свой первый мяч в карьере: 26 июня 2010 года игрок поразил ворота дублирующего состава рунавуйкского «НСИ». Полузащитник отыграл за «Хойвуйк» 20 матчей в первом дивизионе и покинул команду по окончании сезона.
В 2011 году Янус вернулся в «АБ», за который сыграл 12 матчей в первой фарерской лиге. В следующем году он стал игроком «Б71». В коллективе из Сандура полузащитник провёл 2 сезона, приняв участие в 33 матчах первого дивизиона. В 2014 году Янус перешёл в «Б68». За тофтирцев он отыграл 12 встреч в премьер-лиге Фарерских островов. По итогам сезона «Б68» покинул высший дивизион, а Янус принял решение приостановить свои выступления. В 2017 году он возобновил карьеру, сыграв 3 матча за дублирующий состав «Б68» во втором дивизионе. В 2018 году состоялся переход Януса в клуб «Гиза/Хойвуйк», в составе которого полузащитник принял участие всего в 1 игре первой лиги. Покинув стан «пурпурных», он решил оставить футбол насовсем.

## Статистика выступлений
| Выступление      | Выступление      | Выступление      | Лига | Лига | Кубки | Кубки | Еврокубки | Еврокубки | Прочие | Прочие | Итого | Итого |
| Клуб             | Лига             | Сезон            | Игры | Голы | Игры  | Голы  | Игры      | Голы      | Игры   | Голы   | Игры  | Голы  |
| ---------------- | ---------------- | ---------------- | ---- | ---- | ----- | ----- | --------- | --------- | ------ | ------ | ----- | ----- |
| АБ Аргир         | Первый дивизион  | 2008             | 3    | 0    | 0     | 0     | 0         | 0         | 0      | 0      | 3     | 0     |
| АБ Аргир         | Итого            | Итого            | 3    | 0    | 0     | 0     | 0         | 0         | 0      | 0      | 3     | 0     |
| Б36              | Премьер-лига     | 2009             | 5    | 0    | 1     | 0     | 0         | 0         | 0      | 0      | 6     | 0     |
| Б36              | Итого            | Итого            | 5    | 0    | 1     | 0     | 0         | 0         | 0      | 0      | 6     | 0     |
| Хойвуйк          | Первый дивизион  | 2010             | 20   | 1    | 2     | 0     | 0         | 0         | 0      | 0      | 22    | 1     |
| Хойвуйк          | Итого            | Итого            | 20   | 1    | 2     | 0     | 0         | 0         | 0      | 0      | 22    | 1     |
| АБ Аргир         | Первый дивизион  | 2011             | 12   | 0    | 2     | 0     | 0         | 0         | 0      | 0      | 14    | 0     |
| АБ Аргир         | Итого            | Итого            | 12   | 0    | 2     | 0     | 0         | 0         | 0      | 0      | 14    | 0     |
| Б71              | Первый дивизион  | 2012             | 19   | 0    | 2     | 0     | 0         | 0         | 0      | 0      | 21    | 0     |
| Б71              | Первый дивизион  | 2013             | 14   | 0    | 0     | 0     | 0         | 0         | 0      | 0      | 14    | 0     |
| Б71              | Итого            | Итого            | 33   | 0    | 2     | 0     | 0         | 0         | 0      | 0      | 35    | 0     |
| Б68              | Премьер-лига     | 2014             | 12   | 0    | 2     | 0     | 0         | 0         | 0      | 0      | 14    | 0     |
| Б68              | Итого            | Итого            | 12   | 0    | 2     | 0     | 0         | 0         | 0      | 0      | 14    | 0     |
| Б68 II           | Второй дивизион  | 2017             | 3    | 1    | 0     | 0     | 0         | 0         | 0      | 0      | 3     | 1     |
| Б68 II           | Итого            | Итого            | 3    | 1    | 0     | 0     | 0         | 0         | 0      | 0      | 3     | 1     |
| Гиза/Хойвуйк     | Первый дивизион  | 2018             | 1    | 0    | 1     | 0     | 0         | 0         | 0      | 0      | 2     | 0     |
| Гиза/Хойвуйк     | Итого            | Итого            | 1    | 0    | 1     | 0     | 0         | 0         | 0      | 0      | 2     | 0     |
| Всего за карьеру | Всего за карьеру | Всего за карьеру | 89   | 2    | 10    | 0     | 0         | 0         | 0      | 0      | 99    | 2     |

## Музыкальная карьера
Янус дебютировал на музыкальной сцене в 2014 году, выпустив мини-альбом «Breathing», включавший в себя 4 композиции. В 2017 году вышел в свет сингл Януса «Mítt vakra Føroya land», ставший популярным не только на Фарерских островах, но и в остальной Дании. На 27 марта 2021 года в Хёллини о Хольси запланирован большой концерт с участием Януса, а также некоторых других фарерских исполнителей и музыкальных групп.

## Дискография

### Мини-альбомы
- Breathing (2014)

### Синглы
- Mítt vakra Føroya land (2017)